# VI. Armee-Inspektion (Deutsches Kaiserreich)
Die VI. Armee-Inspektion war eine Inspektion der Preußischen Armee.

## Geschichte
Mit Armeebefehl vom 10. September 1907 wurde zum 1. Oktober 1907 die VI. Armee-Inspektion in Berlin errichtet, die sich aus dem I., V. und XVII. Armee-Korps formierte.
Zum 1. Oktober 1912 erfolgte die Aufstellung einer VII. Armee-Inspektion. Dadurch wurden der VI. Armee-Inspektion das I., XVII. und XX. Armee-Korps unterstellt. Im Zuge einer Neuordnung der bestehenden Armeeinspektionen zum 1. April 1913 wurde die bisherige VI. Armee-Inspektion (Berlin) zur II. Armee-Inspektion. Im Gegenzug wurde dafür die ehemalige I. Armee-Inspektion (Berlin) zur neuen VI. Armee-Inspektion, welche ihr Hauptquartier in Stuttgart erhielt und sich aus dem IV. und dem XI. Armee-Korps sowie dem XIII. (Königlich Württembergisches) Armee-Korps zusammensetzte.
Im Zuge der Mobilmachung anlässlich des Ersten Weltkrieges wurden Anfang August 1914 die acht Armeeinspektionen in acht Armeen überführt. Aus der VI. Armee-Inspektion wurde in Berlin das Armeeoberkommando 4, welche später die 4. Armee wurde, gebildet. Der ehemalige Generalinspekteur der VI. Armee-Inspektion wurde später Oberbefehlshaber dieser 4. Armee.

## Generalinspekteure
- General der Infanterie/Generaloberst/Generalfeldmarschall Colmar von der Goltz: 11. September 1907 bis 1913
- General der Kavallerie/Generaloberst Albrecht Herzog von Württemberg: 1. April 1913 bis zur Auflösung